# Torrecillas (Morovis)
Torrecillas es un barrio ubicado en el municipio de Morovis en el estado libre asociado de Puerto Rico. En el Censo de 2010 tenía una población de 623 habitantes y una densidad poblacional de 71,76 personas por km².

## Geografía
Torrecillas se encuentra ubicado en las coordenadas 18°19′54″N 66°26′43″O / 18.33167, -66.44528. Según la Oficina del Censo de los Estados Unidos, Torrecillas tiene una superficie total de 8.68 km², de la cual 8.67 km² corresponden a tierra firme y (0.09%) 0.01 km² es agua.

## Demografía
Según el censo de 2010, había 623 personas residiendo en Torrecillas. La densidad de población era de 71,76 hab./km². De los 623 habitantes, Torrecillas estaba compuesto por el 90.85% blancos, el 2.73% eran afroamericanos, el 4.82% eran de otras razas y el 1.61% pertenecían a dos o más razas. Del total de la población el 100% eran hispanos o latinos de cualquier raza.